# Palácio de Cibeles
O Palácio de Cibeles em Madrid está situado junto à Fonte de Cibeles.
Este edifício que é a estação central de correios de Madrid, é conhecido também por Nuestra Señora de las Comunicaciones, devido ao seu aspecto ser semelhante a uma catedral.
Foi edificado em 1904 pelo arquitecto galego Antonio Palacios e ocupa 30 mil metros quadrados..